# آلن بکر (انیماتور)
آلن بکر (انگلیسی: Alan Becker؛ زادهٔ ۱۸ مهٔ ۱۹۸۹) پویانما و یوتیوبر اهلا ایالات متحده آمریکا است. او بیشتر برای حق‌امتیازهای خلق Animator vs. Animation 2 و Animation vs. Minecraft شناخته شده است.

## زندگی و تحصیل
بکر در دوبلین، اوهایو به دنیا آمد. او در سال ۲۰۰۷ از دبیرستان اسکیوتو فارغ‌التحصیل شد و در کالج هنر و طراحی کلمبوس ادامه تحصیل و در سال ۲۰۱۳ فارغ‌التحصیل شد.
در سال ۲۰۰۱، زمانیکه بکر در سنین رشد بود، خانواده او تنها یک کامپیوتر داشتند که بین او، خواهر و برادرش مشترک بود. از طریق این کامپیوتر بود که او شروع به آزمایش با هنرهای پیکسلی کرد. دو فیلم کوتاه انیمیشن مورد علاقه بکر عبارتند از لونی تونز (ساخته ۱۹۵۳) داک آموک (ساخته ۱۹۵۹) از شرکت «هارولد و پرپر کرویان» که هر دو شامل شخصیت‌های پویانماییکه هر دو شامل شخصیت‌های متحرکی بودند که از محیط اطراف خود برای بیرون کشیدن چیزها استفاده می‌کردند که الهام‌بخش آثار بعدی او نیز شد. در سال ۲۰۰۵ به تحصیل در خانه پرداخت. اولین لپ‌تاپ او، ایسر مدل تراول‌میت بود که برای شروع پویانمایی با استفاده از ماکرومدیا فلش (بعدها ادوبی فلش و در حال حاضر Adobe Animate) استفاده می‌کرد. اولین پویانمایی رسمی او، با عنوان ارتش صورتی، در سال ۲۰۰۶ در نیوگراندز منتشر شد. بکر کانال یوتیوب خود را در ۲۴ ژوئیه همان سال منتشر کرد.

## حرفه
در ۳ ژوئن ۲۰۰۶، در سن ۱۷ سالگی، بکر انیمیشن موفق Animator vs. Animation را در نیوگراندز منتشر کرد که به سرعت در فضای مجازی پخش شد و منجر به بارگذاری مجدد آن در وبگاه‌های‌های رسانه‌های مختلف شد. مدت کوتاهی پس از آن، یک شرکت ناشناس به او ۷۵ دلار برای حق انحصاری پویانمایی Animator vs. Animation پیشنهاد داد، اما او با توجه به توصیه استیون لرنر، صاحب شرکت آلبینو بلک شیپ، مخالفت کرد. بعدها متوجه شد که انیمیشن او بدون اجازه در وبگاه‌های سرگرمی بدنام ایبامز ورلد منتشر شده است. پس از اینکه استیون لرنر از این به عنوان مدرک در نبردی قانونی علیه ایبامز ورلد استفاده کرد، بکر مبلغ ۲۵۰ دلار برای حق جریمه را پذیرفت و رضایت داد. با این‌حال، پس از تغییر عقیده، او ادعا کرد که پول را پس داده تا "پویانما و پویانمایی" حذف گردد. در ۲۴ ژوئیه ۲۰۰۶، بکر شروع به انتشار آثار خود در یوتیوب کرد.
شرکت اتم فیلمز بکر را متقاعد تا بودجه‌ای برای ساخت Animator vs. Animation 2 که دنباله پویانمایی موفق Animator vs. Animation است پراخت کند و بنابراین او پویانمایی Animator vs. Animation 2 را ساخت. در سال ۲۰۰۷، چارلز یه ۱۴ ساله پیشنهاد یک بازی آنلاین بر اساس این پویانمایی داد و بکر پس از تماشای آثار چشمگیر او موافقت کرد که با او همکاری کند.
بکر به انتشار پویانمایی‌ها، آموزش‌های پویانمایی‌سازی، و اسپین‌آفهای بعدی مجموعه انیمیشن Animator vs. Animation ادامه داد. بکر شرکت کیک‌استارتر را برای بازی ورق براساس انیمیشن‌های خود معرفی کرد که در ماه مهٔ سال ۲۰۱۸ منتشر شد.
در دسامبر ۲۰۲۳، کانال یوتیوب او به ۲۵٫۵ میلیون مشترک رسید و در مجموع ۶٫۲ میلیارد بازدید ویدیویی به‌دست‌آورد.

## جوایز
| سال  | عنوان جایزه | عنوان پویانمایی          | نتیجه |
| ---- | ----------- | ------------------------ | ----- |
| ۲۰۰۷ | جایزه وبی   | Animator vs. Animation 2 | پیروز |

## فیلم‌شناسی
| سال  | پویانمایی                                                         | یادداشت                                                                                         |
| ---- | ----------------------------------------------------------------- | ----------------------------------------------------------------------------------------------- |
| ۲۰۰۶ | Pink Army                                                         | اولین انیمیشن آلن بکر منتشر شده در نیوگراندز.                                                   |
| ۲۰۰۶ | Animator vs. Animation                                            |                                                                                                 |
| ۲۰۰۷ | Animator vs. Animation 2                                          | برنده جایزه وببی به انتخاب مردم.                                                                |
| ۲۰۱۱ | Animator vs. Animation 3                                          |                                                                                                 |
| ۲۰۱۴ | Animator vs. Animation 4                                          |                                                                                                 |
| ۲۰۱۵ | Animation vs. Minecraft                                           |                                                                                                 |
| ۲۰۱۷ | Animation vs. YouTube                                             |                                                                                                 |
| ۲۰۱۷ | Animation vs. Minecraft Shorts Season 1 (فصل دوم، اپیزود ۱ تا ۱۴) |                                                                                                 |
| ۲۰۱۸ | Animator vs. Animation (اپیزود ۵ تا ۸)                            | قبل از اینکه در سال ۲۰۲۰ به عنوان یک مجموعه کوچک به نام Animator vs. Animation شروع به کار کند. |
| ۲۰۱۸ | Animation vs. League of Legends                                   |                                                                                                 |
| ۲۰۱۹ | Animation vs. Pokémon                                             |                                                                                                 |
| ۲۰۱۹ | Blue's New Superpower                                             | جمع‌آوری کمک مالی برای سازمان است تیم تریز                                                       |
| ۲۰۱۹ | Animation vs. Super Mario Bros                                    |                                                                                                 |
| ۲۰۲۰ | Animation vs. Minecraft Shorts (فصل دوم، اپیزود ۱۵ تا ۱۹)         |                                                                                                 |
| ۲۰۲۰ | Animation vs. Minecraft Shorts (فصل سوم، اپیزود ۲۰ تا ۳۰)         |                                                                                                 |
| ۲۰۲۱ | Animation vs. Arcade Games                                        |                                                                                                 |
| ۲۰۲۱ | Animation vs. Trash                                               | جمع‌آوری کمک مالی برای سازمان است تیم تریز                                                       |
| ۲۰۲۲ | Actual Shorts                                                     | تنها انیمیشن‌هایی در کانال آلن که برخلاف ویدیوهای تمام‌قد به‌عنوان کوتاه‌های یوتوب پست می‌شوند.      |
| ۲۰۲۳ | Wanted - Animator vs. Animation 9                                 |                                                                                                 |
| ۲۰۲۳ | Animation vs. Minecraft Shorts Season 4                           |                                                                                                 |
| ۲۰۲۳ | Animation vs. Math                                                |                                                                                                 |
| ۲۰۲۳ | The Box - Animator vs. Animation 10                               |                                                                                                 |
| ۲۰۲۳ | Animation vs. Physics                                             |                                                                                                 |
| ۲۰۲۳ | Lucky Block Staff - Animation vs. Minecraft Shorts (اپیزود ۳۳)    |                                                                                                 |
| ۲۰۲۴ | The Prank - Animation vs. Minecraft Shorts (اپیزود ۳۴)            |                                                                                                 |
| ۲۰۲۴ | Note Block Concert - Animation vs. Minecraft Shorts (اپیزود ۳۵)   |                                                                                                 |